# Людовик IV (імператор Священної Римської імперії)
Людовик IV (Людвіг Баварський) (нім. Ludwig der Bayer; 5 квітня 1282 — 11 жовтня 1347) — німецький монарх з династії Віттельсбахів, герцог Баварії з 1294 року, король Німеччини (римський король) з 20 жовтня 1314 року, імператор Священної Римської імперії з 17 січня 1328 року, маркграф Бранденбургу у 1320—1323 роках, син герцога Баварії Людвіга II Суворого та Матильди Габсбург, дочки короля Німеччини Рудольфа I.

## Біографія
Був сином Людвіга II, герцога Верхньої Баварії та Матильди Габсбург.Людовик виховувався разом зі своїм двоюрідним братом Фрідріхом I Австрійським, і в ранній молодості вони були близькими друзями. Однак у 1310-x між ними виник конфлікт у зв'язку з тим, що Фрідріх I домігся опікунства над юними герцогами Нижньої Баварії. 9 листопада 1313 року Людовик IV розбив австрійські війська в битві при Гамельсдорфі, і Фрідріх I був змушений відмовитися від претензій на Нижню Баварію.
Після смерті імператора Генріха VII в 1313 Фрідріх I (під ім'ям Фрідріх III) висунув свою кандидатуру на престол імперії. Частина німецьких князів підтримала його, проте під тиском архієпископа Майнца 20 жовтня 1314 року королем Німеччини був обраний Людовик IV Баварський, який був спішно коронований в Бонні, а потім 25 листопада повторно коронувався в Аахені. Почалася довга війна за престол між Людовиком IV і Фрідріхом III. Головну військову підтримку Фрідріху надавав його брат Леопольд I, герцог Австрії. Однак 28 вересня 1322 року в битві при Мюльдорфі армія Фрідріха III була вщент розбита, і більше 1300 австрійських дворян, у тому числі і сам анти-король, потрапили в полон.
Людовик IV ув'язнив Фрідріха III в замоку Траузніц у Верхньому Пфальці, де той провів більше двох років. Опір продовжував Леопольд I. Йому вдалося залучити на свій бік короля Богемії Яна I Сліпого та Папу Римського. 23 березня 1324 року Папа Римський Іван XXII відлучив від церкви Людовика IV. 13 березня 1325 року Людовик IV підписав договір з полоненим Фрідріхом III, за яким той отримував свободу в обмін на відмову від домагань на німецький трон і клятву переконати свого брата Леопольда припинити опір. Фрідріх, проте, не зумів виконати клятву і переконати Леопольда визнати Людовика IV королем Німеччини, і він повернувся в Мюнхен у добровільний полон, навіть попри те, що папа римський звільнив його від клятви. Така лицарська поведінка справило велике враження на Людовіка Баварського, і він знову зблизився з Фрідріхом Австрійським, домовившись про спільне правління в Німеччині.
За наполяганням папи і німецьких князів 7 січня 1326 року між Людовиком IV і Фрідріхом III в Ульмі був укладений договір, за яким Фрідріх III ставав королем і правителем Німеччини, а Людовик IV повинен був коронуватися імператором Священної Римської імперії в Італії.
У 1327 Людовик IV здійснив похід в Італію.
У 1338 видав маніфест «Fidem catholicam» і закон «Licet juris».

## Родина
1 Дружина — Беатриса Сілезька-Глогауська (1290—1322), дочка герцога Сілезії і Глогау Болеслава I Суворого і Беатриси, дочки Оттона V.
Діти:
- Мехтільда (Матильда) (1313—1346) — чоловік маркграф Майсенський, ландграф Тюринзький Фрідріх II Строгий (1310—1349)
- Людвіг V (1315—1361) — герцог Баварії (з 1347), 1-а дружина (з 30 листопада 1324) Маргарита Данська (1305—1340), дочка короля Данії Крістофера II, 2-а дружина (з 10 лютого 1342) Маргарита Маульташ (1318—1369), дочка короля Чехії Генріха Хорутанського
- Анна (1316—1319)
- Агнеса (1318 — ?)
- Стефан II (1319—1375) — герцог Баварії (з 1347), 1-а дружина (з 1328) Єлизавета Сицилійська (1309—1349), донька короля Сицилії Федеріго II, 2-а дружина (з 1359 року) Маргарита фон Гогенцоллерн (1333—1377), дочка бургграфа Нюрнберга Іоанна II

2 Дружина — Маргарита I Голландська (1311—1356), дочка графа Голландії Віллема III з династії Авенів і Жанни Валуа.
Діти:
- Маргарита (1325—1374) — 1-й чоловік (з 1351) Стефан Анжуйський, герцог Трансільванії, Славонії, Хорватії та Далмації (1332—1354), син Карла I Роберта, 2-й чоловік (з 1358) граф Герлах фон Гогенлое (пом. в 1387), син Людвіга фон Гогенлое
- Анна (1326—1361) — чоловік (з 1339) герцог Нижньої Баварії Йоганн I Дитя (1329—1340)
- Людвіг VI Римлянин (1328—1364/1365), герцог Баварії (з 1347), 1-а дружина (з 1352) Кунігунда Польська (1334—1357), дочка короля Польщі Казимира III Великого, 2-а дружина (з 1360) Інгебурга Мекленбургська (1340—1395)
- Єлизавета (1329 —1402), 1-й чоловік (з 1350) сеньйор Верони Кангранде II делла Скала (1332—1359), представник династії Скалігерів, 2-й чоловік (з 1362) граф Ульріх фон Вюртемберг (1342—1388), син Ебергарда II Сварливого
- Вільгельм I (1330—1389), герцог Голландії та Зеландії, герцог Баварський-Штраубінський (з 1353), дружина (з 1352) Матильда Ланкастерська (1339—1362), дочка першого ланкастерського герцога Генрі Гросмонтського
- Альбрехт I (1336—1404), герцог Баварії (з 1347), 1-а дружина (з 19 липня 1353) Маргарита Сілезька (1342—1386), 2-а дружина (з 30 березня 1394) Маргарита Клевська (1375—1412), дочка графа Клевського Адольфа III
- Беатриса (1344—1359), чоловік (з 1356) король Швеції Ерік XII (1339 — 21 червня 1359), син Магнуса II
- Агнеса (1345—1352)
- Оттон V (1346—1379), герцог Баварії (з 1347), дружина (з 19 березня 1366) Катрін (1342 — 26 квітня 1395), дочка імператора Карла IV
- Людвіг (1347—1348)